# Brachymenium fabronioides
Brachymenium fabronioides är en bladmossart som beskrevs av Jean Édouard Gabriel Narcisse Paris 1894. Brachymenium fabronioides ingår i släktet Brachymenium och familjen Bryaceae. Inga underarter finns listade i Catalogue of Life.